# Лейостила пластинчаста
Лейостила пластинчаста (Leiostyla lamellosa) — вимерлий вид наземних черевоногих молюсків з родини Lauriidae.

## Поширення
Ендемік Мадейри. У 1878 році Волластон зазначив, що вид присутній у кількох місцях, включаючи Рібейра-де-Ста-Лузія та Васко Гіл, і що він був поширеним у вигляді скам'янілості в Канісалі. З 1878 року регіон Васко Гіл був значною мірою змінений хвойними насадженнями та евкаліптовими лісами, які замінили місцеву рослинність. Дослідження між 1970-ми і 1990-ми роками не змогли знайти жодного живого зразка.